# Försäkrings AB Ocean

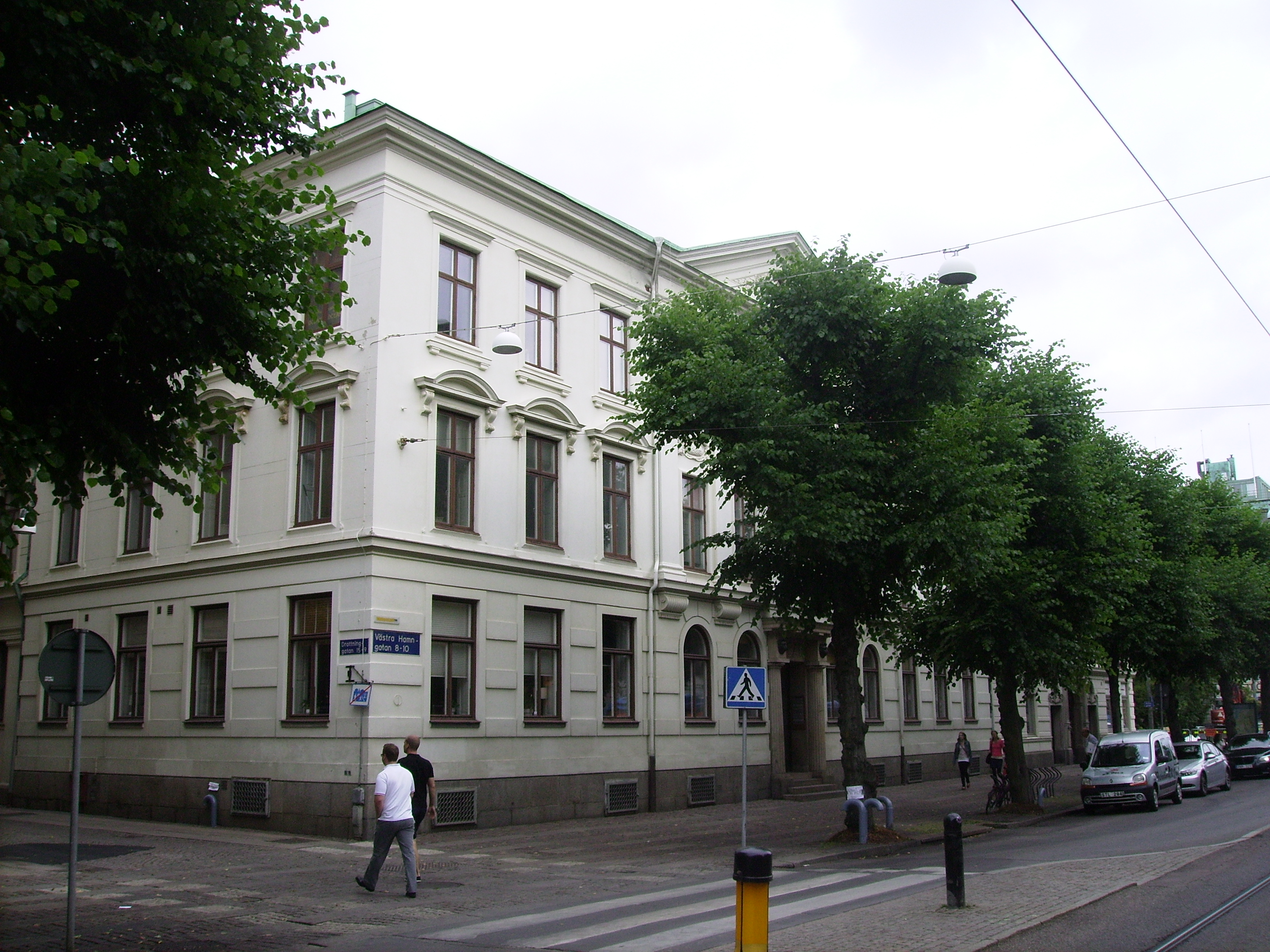
Ocean på Västra Hamngatan 8

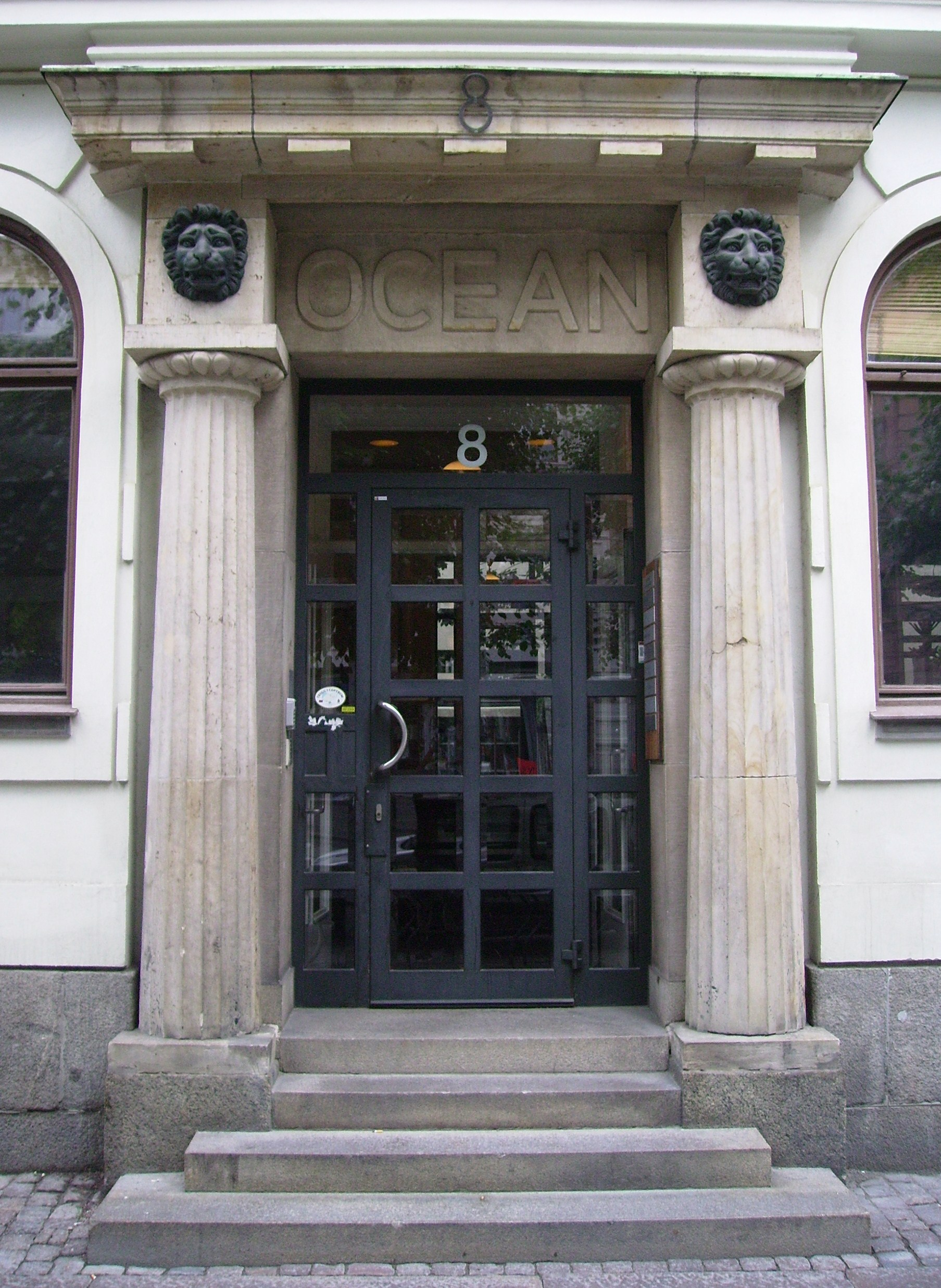
Porten mot gatan

Ocean var ett försäkringsbolag i Göteborg, grundat 1872. Numera är det nedlagt.

## Historik
Det konstituerande mötet för Sjöförsäkringsaktiebolaget Ocean hölls den 14 december 1872. Den första bolagsstyrelsen bestod av August Leffler, Cecil Hellstenius, August Carlsson, Adolph Meyer och E.G. Edelfelt. Sedermera ändrades namnet till Försäkringsaktiebolaget Ocean. Försäkringsväsendet är ett typiskt fenomen för handelsstäder.
Innan bolaget 1886 förvärvade fastigheten Västra Hamngatan 8, av fabrikören G.R. Prytz, låg huvudkontoret i Aug. Leffler & Co:s byggnad vid samma gata, en gammal skeppsmäklarfirma. Ursprungligen var Ocean, som namnet avslöjar, ett sjöförsäkringsbolag, och typiskt nog bildades den i Sveriges främsta sjöfartstad Göteborg. Redan de första åren drabbades bolaget av många och svåra haverier. Första världskriget resulterade i nya problem, som krigsriskförsäkringar. Andra världskriget och avspärrningarna medförde inte alls samma problem med krigsriskförsäkringar. Så småningom utökades branscherna till att omfatta ansvarighets-, brand-, garanti-, glas-, inbrottsförsäkring. 1953 övertog Svea-Nornan Oceans affärer i brandförsäkringar med bigrenar, olycksfalls- och bilskadeförsäkringar, medan Ocean åter blev ett utpräglat sjöförsäkringsbolag. Bakgrunden utgörs av Svea-Nornans övertagande av aktiemajoriteten i holdingbolaget, där Ocean ingick.
1888 bildades ett dotterbolag till Ocean, Återförsäkringsaktiebolaget Union, där Oceans VD var chef. 1943 köptes Aktiebolaget Sjöassurans Kompaniet. 1945 bildades Aktiebolaget Argo som holdingbolag för Ocean med dotterbolaget Sjöassuranskompaniet, samt Gauthiod och Sveriges Allmänna. Pehr Gyllenhammar, VD för Sveriges Allmänna Sjöförsäkrings AB, hade tagit initiativ till bildandet, som även svarade för genomförandet. 1950 uppköptes aktiemajoriteten i Försäkringsbolaget Amphion. 1952 förvärvade Svea-Nornan aktiemajoriteten i Argo.
VD blev sjökapten Edelfelt, som avled 1892. August Lillienau efterträdde honom, som fortsatte utvidgningen av affärerna. År 1912 efterträddes denne av Carl Ahlberg. När han i sin tur avled 1933 valdes Robert Magnusson till VD. När han avgick med pension 1948 tillträdde Pehr Gyllenhammar. Han var chef för Sveriges Allmänna, skaparkraften bakom Argobolaget, och var nu VD även för Ocean, holdingbolaget Argo och dotterbolaget Union.

## Styrelseordförande
- 1920-: Knut J:son Mark

## Verkställande direktörer
- 1872-1892: E.G. Edelfelt
- 1892-1912: August Lillienau
- 1913-1933: Carl Ahlberg
- 1933-1948: Robert Magnusson
- 1948- : Pehr Gyllenhammar